# Informix-4GL
O Informix 4gl é uma linguagem de quarta geração desenvolvida pela Informix em 1986 e tem-se mantido bastante estável desde então. A Informix Corporation foi adquirida pela IBM.

## Histórico
O Informix-4GL (4GL) foi uma das linguagens mais bem sucedidas nos anos 80 e 90. Muitos milhões de linhas de código são ainda mantidos e muitos sistemas críticos de negócio dependem ainda de programas desenvolvidos em 4GL. Infelizmente a Informix não foi capaz de providenciar um caminho de evolução para a linguagem, apesar de ter tentado por duas vezes, primeiro com o 4GL for Windows e depois com o New Era. Após a aquisição pela IBM, apareceu mais um candidato a substituto - o EGL - mas tem tardado a impor-se. 
Devido ao facto de o 4GL continuar a gerar interfaces em modo alfanumérico é visto, com frequência, como um "sistema legado" (legacy system). Devido a diversas limitações técnicas, até a versao 7.31 o 4GL não integra facilmente em ambientes web ou em arquitecturas elaboradas com Java ou .Net, o que prejudica a sua utilização em projectos mais actuais. Apesar disto, muitas organizações continuam a usar o 4GL nos seus sistemas, provavelmente devido ao facto de ser uma linguagem muito fácil de aprender e com um ciclo de desenvolvimento-teste-produção extremamente rápido.
Mas a partir da versão 7.50 a IBM incluiu recursos de web services no 4GL, além disso você pode personaliza-lo através de funções escritas em C (existem empresas que implementaram seu próprio gerenciador de socket/tcp no 4GL). 
Diversas alternativas existem hoje ao compilador 4GL da IBM. As mais conhecidas são o 4js, o Querix e o projecto open-source Aubit4GL. Todas elas resolvem o problema do interface alfanumérico e possibilitam a utilização das aplicações em modo gráfico.
Está disponível online um manual de 4GL em Português.

## Exemplos de código

### Exemplo de main com menu
O main é onde o programa inicia.
```
main

   
define
 
codigo
 
smallint

   

   
open
 
window
 
Janela
 
at
 
10
,
5
 
with
 
22
 
rows
,
 
78
 
columns
                            

        
attribute
 
(
border
)
                                                          

   
let
 
codigo
 
=
 
funcao_pega_codigo
()

   
menu
 
'Menu'

      
command
 
key
 
(
'I') 'Incluir' 'Chama a funcao Incluir'

         
call
 
funcao_incluir
()

      
command
 
key
 
(
'A') 'Alterar' 'Altera o codigo carregado'

         
call
 
funcao_incluir
(
codigo
)

      
command
 
key
 
(
'X') 'eXcluir' 'Exclui o Fulano da Silva'

         
call
 
funcao_excluir
(
'Fulano da Silva')

      
command
 
key
 
(
'E') 'Encerra' 'Sai do Menu'

         
exit
 
menu

   
end
 
menu

   
close
 
window
 
Janela
                                                         

end
 
main

```

### Exemplo de funcao
```
function
 
funcao_exemplo
()

   
define
 
l_status
   
smallint

         
,
mensagem
 
char
(
100
)

   
define
 
record_variaveis
 
record

          
variaveis1
    
like
 
NomeTabela
.
CampoTabela

         
,
variaveis2
    
char
(
300
)

         
,
variaveis3
    
smallint

   
end
 
record

   

   
initialize
 
record_variaveis
 
to
 
null

   

   
let
 
l_status
 
=
 
true

   
let
 
record_variaveis
.
variaveis3
 
=
 
5521

   

   
call
 
funcao_retono
(
record_variaveis
.
variaveis3
)

      
returning
 
record_variaveis
.
variaveis1

               
,
record_variaveis
.
variaveis2

               
,
l_status

   

   
if
 
l_status
 
=
 
true
 
then

      
let
 
mensagem
 
=
 
'Funcao executada com sucesso'

   
else

      
let
 
mensagem
 
=
 
'Funcao retornou erro'

   
end
 
if

   
return
 
mensagem

end
 
function

```